# Sun Ye
Sun Ye (n. 15 ianuarie 1989, Shanghai, Republica Populară Chineză) este o înotătoare chineză, medaliată olimpică. A participat la 2 ediții ale Jocurilor Olimpice (2008, 2012) în care a câștigat o medalie de bronz.